# Цюецяо
Цюецяо (дослівно укр. Сорочин міст; кит.: 鹊桥; піньїнь: Quèqiáo; англ. Queqiao) — супутник-ретранслятор зв'язку та радіоастрономічний супутник, запущений для організації зв'язку з майбутньою (на час запуску супутника) місією «Чан'е-4», яка проходить на зворотному боці Місяця. У рамках китайської програми дослідження Місяця Національне космічне управління Китаю (КНКУ) 20 травня 2018 року запустило супутник «Цюецяо» на гало-орбіту навколо точки Лагранжа Земля-Місяць L2. «Цюецяо» — це перший в історії супутник-ретранслятор та радіоастрономічний супутник у цьому місці.
Назва «Цюецяо», яка дослівно українською перекладається як «Сорочин міст», походить від китайської казки «Пастушок і дівчина-ткаля».

## Розробка

Точки Лагранжа Земля-Місяць: супутник на гало-орбіті навколо точки L_{2}, яка знаходиться позаду Місяця та з якої супутник зможе ретранслювати сигнал з Землі на зворотний бік Місяця.

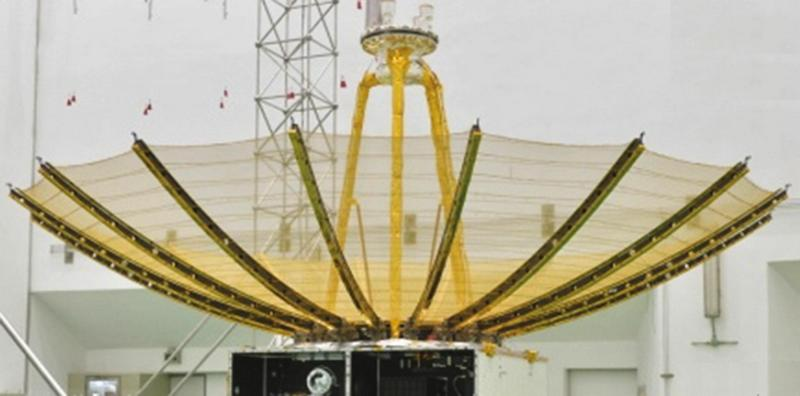
Ретрансляційна антена зв'язку, що встановлена на «Цюецяо», яка має апертуру 4,2 м

«Цюецяо» був розроблений як супутник зв'язку для місії «Чан'е-4» на зворотному боці Місяця, а також як радіоастрономічна обсерваторія глибокого космосу для китайської космічної програми.
На зворотному боці Місяця прямий зв'язок із Землею неможливий, оскільки передача блокується Місяцем. Зв'язок має проходити через супутник зв'язку, який розміщується в місці, з якого добре видно як місце посадки, так і Землю. Колова орбіта, незважаючи на те, що її легко досягти, періодично виводить супутник з поля зору посадкового модуля або Землі. Мережа з кількох супутників може вирішити цю проблему, але ціною більших витрат та більш високих ризиків виходів щ ладу якогось з декількох супутників. З огляду на це, розміщення супутника на орбіті не навколо самого Місяця, а навколо точки рівноваги системи Земля-Місяць на зворотному боці Місяця є найбільш раціональним варіантом для даної місії.
Типи орбіт поблизу точок рівноваги включають орбіти Ляпунова, гало-орбіти, орбіти Ліссажу та квазігало-орбіти. Орбіти Ляпунова проходять позаду Місяця, обмежуючи можливості зв'язку із Землею на довгі періоди часу, і як такі не розглядалися. Орбіти Ліссажу вимагають менше підтримки на станції, ніж гало-орбіти, але також страждають від часового проходження позаду Місяця. Їхня неперіодичність — риса, спільна з квазігало-орбітами — ще більше ускладнює підтримку наведення антен і сонячних батарей. Таким чином, при плануванні місії, була обрана гало-орбіта, хоча і ціною більших витрат на утримання супутника.
Гало-орбіта навколо точки L2, як орбіту для супутника зв'язку зі зворотним боком Місяця, була вперше запропонована ще для місій «Аполлон» в 1966 році Робертом Фаркуаром. Зрештою, жодного супутника-ретранслятора для Аполлона не було запущено. Незважаючи на те, що з тих пір на гало-орбітах в системі Земля-Сонце працювало кілька космічних кораблів, Китай був першим, хто реалізував оригінальну ідею Фаркуара про супутник зв'язку на гало-орбіті навколо точки L2 Земля-Місяць.

## Характеристика
Супутник базується на конструкції «Чан'е-2». У ньому використовується невелика супутникова шина CAST100 з алюмінієвою стільниковою структурою сендвіч-пластини та кількома деталями, надрукованими на 3D-принтері.
Платформа стабілізована по трьом осям та живиться від сонячних батарей. Рух забезпечують чотири невеликі двигуни, що працюють на гідразині, з тягою 130 ньютонів. Основою корисного навантаженням є радіо-ретранслятор. Він має 4 канали в X-діапазоні для зв'язку з посадковою станцією місії «Чан'е-4», яка здійснила посадку на зворотному боці Місяця і канал в S-діапазоні для передачі даних на Землю. Ретранслятор використовує лінзову антену діаметром 4,2 метра, яка була розгорнута після виходу на орбіту. Дана антена є найбільшою антеною, яка використовується супутником для дослідження глибокого космосу.
На додаток до свого комунікаційного ретрансляційного обладнання, «Цюецяо» має Нідерландсько-Китайський дослідник низьких частот (НКДЧ) (англ. Netherlands-China Low Frequency Explore), який був розроблений спільно з Університетом Неймегену — обладнання для виявлення слабких радіосигналів із раннього Всесвіту, недоступним для земних приймачів через дії іоносфери Землі.
«Цюецяо» додатково оснащений лазерним відбивачем, розробленим Університетом Гуандуна як пілотне дослідження для проєкту обсерваторії гравітаційних хвиль.
Також супутник був оснащений парою наукових мікросупутників, «Лунцзян-1» та «Лунцзян-2», які комплектувалися додатковим корисним навантаженням. Мікросупутники важать по 45 кг кожен і мають розміри 50x50x40 см. Вони були розроблені в Харбінським технологічним інститутом.

## Хід місії

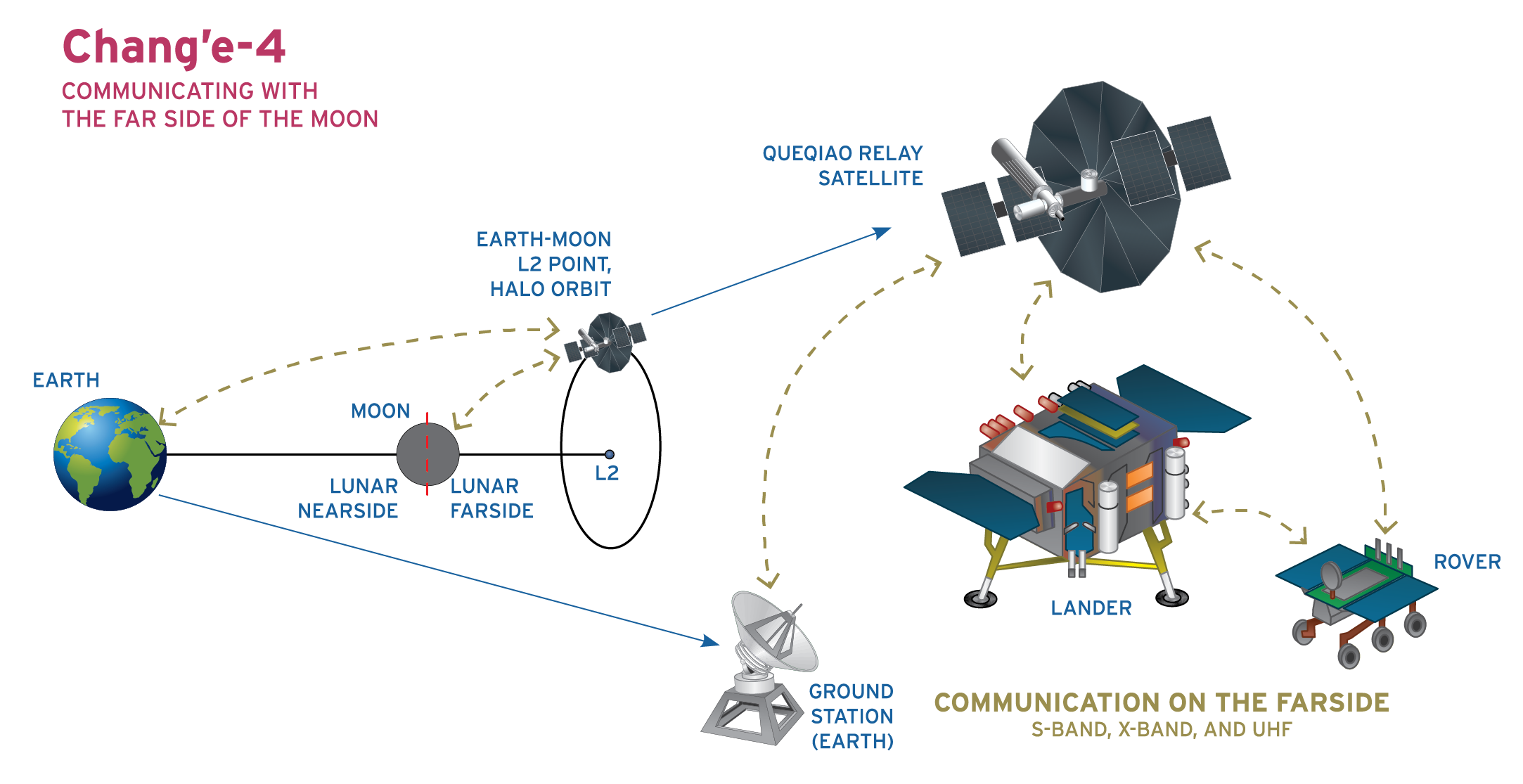
Комунікація з «Чан'е-4» на зворотному боці Місяця.

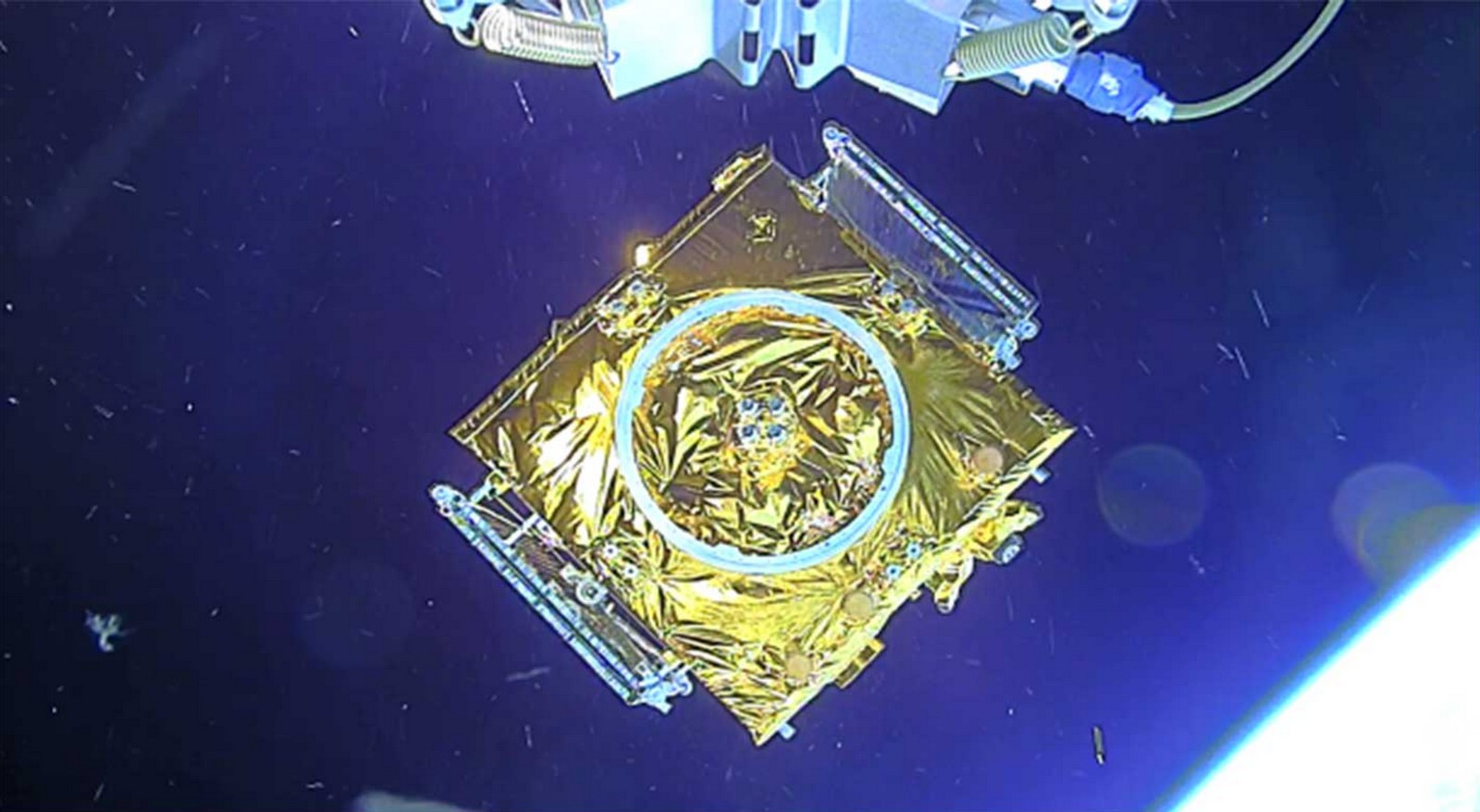
Супутник «Цюецяо» відділяється від ракети-носія.

20 травня 2018 року, за кілька місяців до місії «Чан'е-4», «Цюецяо» було запущено з космодрому Січан у Китаї на ракеті-носії «Великий похід 4C». Космічному апарату знадобилося 24 дні, щоб досягти точки Лагранжа L2, використовуючи гравітаційний маневр навколо Місяця для економії палива. 14 червня 2018 року «Цюецяо» завершив свою останню коригувальну роботу та вийшов на орбіту місії приблизно за 65 000 кілометрів від Місяця. Це перший в історії супутник-ретранслятор та радіоастрономічний супутник у цьому місці.
У травні 2019 було заплановано виведення мікросупутників на орбіту. Вони повинні були працювати в тандемі на місячній орбіті (300×3000 кілометрів) для наддовгохвильової астрономічної інтерферометрії. Контакт з «Лунцзян-1» був втрачений незабаром після від'єднання від супутника, а «Лунцзян-2» 25 травня успішно вийшов на висоту 350x13700 км на місячній орбіті. «Лунцзян-2» був оснащений мікрооптичною камерою, яку надав Інститут космічних досліджень Саудівської Аравії. 24 січня 2019 «Лунцзян-2» завершив поставлені перед ним завдання, а вже 31 липня 2019 року о 14:20 UTC мікросупутник зіткнувся з дальньою стороною місячної поверхні.
27 листопада 2019 року успішно розгорнув свої антени НКДЧ. Хоча основне призначення супутника полягає у ретрансляції сигналів посадкової платформи «Чан'є-4» та ровера «Юйту-2» зі зворотного боку Місяця, досвід з НДЧК слугуватиме орієнтиром для майбутніх інструментів радіоастрономії глибокого космосу, оскільки зворотний бік Місяця захищений поверхнею Місяця від радіоперешкод з Землі, а тому є прекрасним місцем для розміщення радіотелескопів.